# 아나스타시야 로디오노바

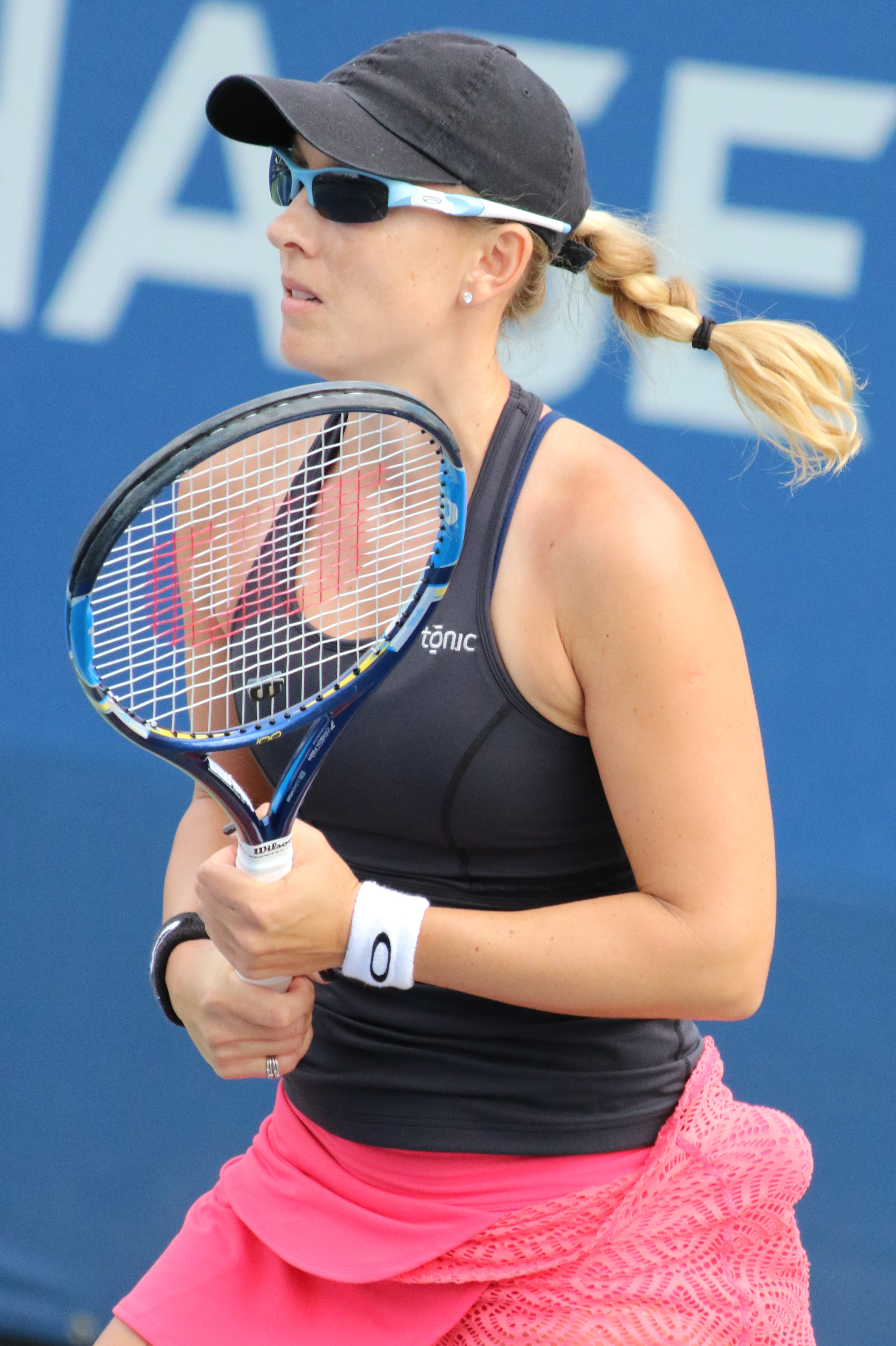
2016년 US 오픈에서의 로디오노바 선수

아나스타시야 이바노브나 로디오노바(러시아어: Анастасия Ивановна Родионова, 1991년 9월 9일 러시아 탐보프 ~ )은 러시아 태생의 오스트레일리아 프로 테니스 선수이다. 2005년에 오스트레일리아로 귀화해 2009년부터 오스트레일리아 선수로 뛰고 있다.